# François Diederich
François Diederich (Ettelbruck, 9 luglio 1952 – Zurigo, 23 settembre 2020) è stato un chimico lussemburghese, noto per i suoi studi di chimica organica.

## Biografia

Formula di struttura del kekulene

Diederich studiò chimica all'Università Ruprecht Karl di Heidelberg dal 1971 al 1977. Conseguì in seguito il dottorato di ricerca nel 1979 presso l'Istituto Max Planck per la Ricerca Medica di Heidelberg con Heinz A. Staab, ottenendo la prima sintesi del kekulene, una molecola costituita da un anello di 12 anelli benzenici. Dal 1979 al 1981 frequentò l'Università della California a Los Angeles (UCLA) svolgendo un post-dottorato con Orville L. Chapman. Tornato in Germania all'Istituto Max Planck per la Ricerca Medica di Heidelberg ottenne l'abilitazione nel 1985.
Nel 1989 tornò all'UCLA, nominato Professore Ordinario di Chimica Organica e Bioorganica. Dal 1992 divenne professore ordinario di Chimica Organica presso il Laboratorio di chimica organica all'Istituto Politecnico federale di Zurigo (ETH). Andò in pensione il 31 luglio 2017, ma continuò la sua attività di ricerca all'ETH di Zurigo. Diederich morì il 23 settembre 2020 per un cancro.

## Ricerche
Gli studi di Diederich sono documentati in più di 800 articoli su riviste scientifiche. I suoi interessi di ricerca riguardarono una vasta gamma di argomenti:

Formula di struttura del ciclo[18]carbonio

- Chimica dei fullereni; ad esempio sintesi dei fullereni chirali C76, C78, C84.[3]
- Molecole ricche di carbonio basate su ponti acetilenici: radialeni.[4]
- Nuovi allotropi del carbonio, ioni ciclo[n]carbonio+.[5]
- Riconoscimento molecolare in chimica e biologia.[6]
- Sviluppo di inibitori enzimatici in base al riconoscimento molecolare e applicazioni alla medicina; ad esempio farmaci antimalarici.[7]
- Studio dei legami intermolecolari responsabili dell'interazione ligando-proteina; ad esempio interazioni tramite alogeni[8] e anelli aromatici.[9]
- Dispositivi molecolari azionabili per via fotochimica o redox.[10]
- Modelli di recettori biologici basati su porfirine dendritiche.[11]

## Opere
Oltre alle pubblicazioni citate in precedenza, Diederich è stato curatore di vari libri, tra i quali:
- (EN) P. J. Stang e F. Diederich (a cura di), Modern Acetylene Chemistry, Weinheim, VCH, 1995, ISBN 3-527-29084-2.
- (EN) F. Diederich e P. J. Stang (a cura di), Metal-catalyzed Cross-coupling Reactions, Weinheim, VCH, 1998, ISBN 3-527-29421-X.
- (EN) F. Diederich e H. Künzer (a cura di), Recent Trends in Molecular Recognition, Berlino, Springer, 1998, ISBN 978-3-662-03576-4.
- (EN) F. Diederich e P. J. Stang (a cura di), Templated Organic Synthesis, Weinheim, VCH, 2000, ISBN 978-3-527-29666-8.
- (EN) F. Diederich e A. de Meijere (a cura di), Metal-catalyzed Cross-coupling Reactions, Weinheim, VCH, 2004, ISBN 978-3-527-30518-6.
- (EN) F. Diederich, P. J. Stang e R. R. Tykwinski (a cura di), Acetilene Chemistry, Weinheim, VCH, 2005, ISBN 3-527-30781-8.
- (EN) F. Diederich e P. J. Stang (a cura di), Modern Acetilene Chemistry, Weinheim, VCH, 2008, ISBN 978-3-527-61526-1.
- (EN) F. Diederich, P. J. Stang e R. R. Tykwinski (a cura di), Modern Supramolecular Chemistry: Strategies for Macrocycle Synthesis, Weinheim, VCH, 2008, ISBN 978-3-527-31826-1.

## Riconoscimenti
Diederich è stato membro di varie Società e Accademie scientifiche. Ha inoltre ricevuto numerosi riconoscimenti e premi, tra i quali:
- Medaglia Otto Hahn della Società Max Planck (1979)
- Premio Otto Bayer della Fondazione Bayer (1993)
- Premio Janssen per la Creatività in Sintesi Organica (2000)
- Premio Humboldt della Fondazione Alexander von Humboldt (2005)
- Medaglia August Wilhelm von Hofmann della Società chimica tedesca (2006)
- Premio Ronald Breslow della American Chemical Society per i risultati in chimica biomimetica (2007)
- Medaglia Adolf von Baeyer  della Società chimica tedesca (2011)
- Membro onorario della Società chimica tedesca (2019)